# Prince of Assyria
Prince of Assyria är artistnamn för  Ninos Dankha, född 2 oktober 1978 i Bagdad, och en svensk sångare med assyriskt ursprung. Han är uppvuxen i Linköping. Han har gjort stor succé i Finland där han toppat iTunes nedladdningslista, gjort stora konserter och suttit i tv-soffan med Robbie Williams.
Hans debutalbum hette “Missing Note” och släpptes av den svenska etiketten Kning Disk.